# Fiestas de La Virgen de Orito

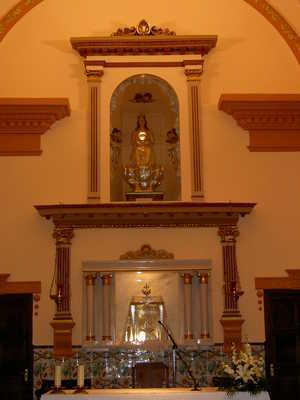
Nra Señora de Orito

Las fiestas en honor a la Virgen de Orito se celebran en Monforte del Cid, en la pedanía de Orito, los días anteriores al 8 de septiembre, día de la festividad de Nuestra Señora de Orito. Los actos tradicionales son: Pasacalles por la mañana y almuerzo general en la Plaza Mayor. Después se celebra la misa y, a continuación, un concierto de música festera a cargo de la banda municipal, junto con las típicas degustaciones de palomas y canarios, a las dos de la tarde, una comida de hermandad y, al atardecer, la procesión en honor a la Virgen de Orito.

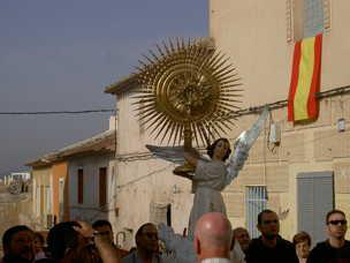
Virgen de Orito en procesión

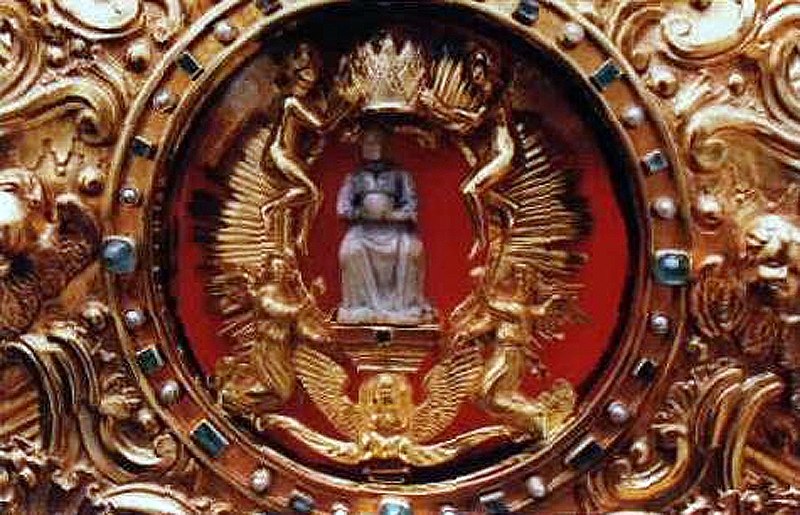
Detalle de la Virgen de Orito

## Tradición y orígenes de las fiestas de Orito
Los orígenes de las fiestas de Orito no están claros, pero se vinculan a la aparición de la Imagen de Nuestra Señora de Orito, que data de mediados del siglo XVI. Sí que tenemos constancia en la documentación conservada en el archivo municipal de Monforte del Cid de la celebración de una feria, llamada de Orito, en la villa de Monforte los días 7, 8 y 9 de septiembre, localizada en la plaza de la Feria (Parador). Las referencias a este evento las encontramos ya en las actas de los cabildos de finales del siglo XVIII. Posteriormente pasaría a festejarse en Orito, pero iría perdiendo importancia la realización de la feria, ya que ganaría relevancia la de San Pascual, que se lleva a cabo en la pedanía de Orito el 17 de mayo y de la que ya teníamos referencias en el archivo municipal en el siglo XIX.

## Conmemoración del 450 Aniversario
Durante el año 2005, se celebró el 450 aniversario de la aparición de la Imagen de la Virgen de Orito. Para conmemorar tal evento se realizaron una serie de actos entre los cuales cabe destacar una exposición que pudo visitarse en el claustro del convento y donde se pudo admirar toda una serie de fotografías de azulejería religiosa y grabados con la imagen de Nuestra Señora. Dicha exposición se recoge en una catálogo que ha sido realizado por los Hermanos Capuchinos.

## La Virgen de Orito
La devoción a la Virgen de Orito tiene su origen en el año 1555, cuando Fray Jorge halló dentro de sus corporales “una imagen de bulto, muy pequeña y devota de Nuestra Señora”. Dicha imagen da nombre al santuario, originariamente denominado de “Lorito” o “Loreto”, y que posteriormente evolucionaría a la denominación actual “Orito”. Su particularidad reside tanto en su hallazgo como en el hecho de que se trate de una de las imágenes de la Virgen más pequeñas del mundo (42 milímetros). Son muchos los devotos de la Imagen y varios los milagros atribuidos a la misma, recogidos en un libro escrito en el año 1716 por fray Pedro Ortega, guardián del santuario. También es recurrente en la documentación del Archivo Municipal, la mención a la Imagen de Nuestra Señora de Orito que era sacada en rogativa hasta la Iglesia Parroquial de Monforte para pedir lluvia en las épocas de sequía. Esta particular Virgen de Orito puede visitarse en el santuario de Nuestra Señora de Orito y el 8 de septiembre, día de su festividad, es sacada en procesión para devoción de los feligreses. 

## La Comisión de Fiestas de Orito
La Comisión de Fiestas de Orito se encarga de elaborar un programa de actos en torno a esta festividad, que incluye la instalación de una barraca (donde se pueden degustar los productos típicos de Monforte del Cid), un pregón de inicio de las Fiestas, así como la realización de distintos eventos públicos religiosos.